# 108
| [ Edytuj tabelę ] |                         |
| Cesarz Chin       | - 106 Han Andi 125      |
| Władca Korei      | - 53 T’aejodae 146      |
| Papież            | - 101 Ewaryst 109       |
| Król Partów       | - 105 Wologazes III 147 |
| Cesarz Rzymu      | - 98 Trajan 117         |

Rok 108 / CVIII
stulecia: I wiek ~
II wiek ~
III wiek

lata: 98 «
103 «
104 «
105 «
106 «
107 «
108
» 109
» 110
» 111
» 112
» 113
» 118

## Wydarzenia
- Trajan stworzył system alimentacyjny dla synów z ubogich rodzin.